# ×Cephalorchis
× Cephalorchis, hibridni rod kaćunovki smješten u tribus Neottieae. Jedina vrsta ×Cephalorchis sussana, uzgaja se u Španjolskoj